# Concepción, Costa Rica
Concepción är en ort i Costa Rica.   Den ligger i provinsen Cartago, i den centrala delen av landet, 9 km öster om huvudstaden San José. Concepción ligger 1 388 meter över havet och antalet invånare är 14 000.
Terrängen runt Concepción är varierad, och sluttar västerut. Runt Concepción är det tätbefolkat, med 427 invånare per kvadratkilometer. Närmaste större samhälle är San José, 9,1 km väster om Concepción. I omgivningarna runt Concepción växer i huvudsak städsegrön lövskog.